# (7302) 1993 CQ
A (7302) 1993 CQ a Naprendszer kisbolygóövében található aszteroida. Ueda Szeidzsi és Kaneda Hirosi fedezte fel 1993. február 10-én.